# 奈加代三期文化
奈加代三期文化(英語：Naqada III)是古埃及史前历史的奈加代文化的最后阶段，可以追溯到大约公元前3200年至3000年。由奈加代二期形成的国家，在此期间变得非常常见。此时国王拥有强大的统治力。奈加代三期通常也被称为第零王朝或者前王朝时代，借此来反映国王作为元首在城邦的影响力。事实上，其中的国王并不会成为一个王朝的一部分，他们更可能完全没有关系，并很可能与对方进行竞争。国王的名字都刻在包括陶器和墓葬的表面。
前王朝时期古埃及的特点，是一个持续政治统一的过程，最终在早王朝时期开始形成一个单一的国家。此外，在这一时期，埃及语第一次被记载成为象形文字。还有一个充分的考古证据是在前王朝时期埃及南部的定居点迦南，这个被视为殖民地或贸易集散地。
城邦在这个时代，甚至更早的时期开始形成。各种小城邦在沿尼罗河出现。通过几个世纪的征服，上埃及地区合并成为三个大国：提尼斯，涅迦达和希拉孔波利斯。纳卡达是在提尼斯和希拉孔波利斯之间第一个覆灭的。然后提尼斯征服下埃及。希拉孔波利斯与提尼斯关系是不确定的，这两个国家可能和平地进行合并，随着提尼斯王室统治全埃及的。几个世纪，提尼斯国王被埋在阿拜多斯的乌姆·卡伯墓地。
大多数埃及学家认为纳尔迈是这一时期的最后一位国王以及第一个王朝的国王。埃瑞-贺、嘉和可能称作“蝎子王”继承王朝。蝎子王的名字可能是是女神塞尔凯特或由其引申出。
奈加代三期遍布整个埃及，它有着一些显着的特点：
- 第一个象形文字。
- 第一个图形化的叙事调色板。
- 第一次正式使用塞拉赫（意為「王宮門面」，為古埃及方形王徽）。
- 第一个真正的王室墓地。
- 第一次的灌溉。
- 第一次航行。[3]（独立于早在2000年前波斯湾地区的发明）[4]

## 译名
Naqada III，涅迦达文化III